# Manuel Ferreira (escritor)
Manuel Ferreira (Gândara dos Olivais, Marrazes, Leiria, 18 de julho de 1917 — Linda-a-Velha, Carnaxide, Oeiras, 17 de março de 1992) foi um escritor português que se tornou conhecido por divulgar a literatura e a cultura africanas de língua portuguesa.

## Biografia
Nasceu a 18 de julho de 1917 em Gândara dos Olivais, freguesia de Marrazes, em Leiria. Era filho do ferroviário Joaquim Ferreira, então de 53 anos, e Maria da Piedade, então de 38 anos, doméstica, ambos naturais de Leiria (ele da freguesia de Souto da Carpalhosa e ela da freguesia de Azoia).
Frequentou os cursos Comercial e de Farmácia dos liceus; licenciou-se em Ciências Sociais e Políticas pela Universidade Técnica de Lisboa.
Durante o serviço militar, foi mobilizado como expedicionário para Cabo Verde, em 1941, tendo lá  permanecido seis anos, até 1947. Na cidade do Mindelo, na Ilha de São Vicente, conviveu com os grupos intelectuais cabo-verdianos ligados às revistas Claridade e Certeza.
A 22 de setembro de 1945, casou na freguesia de Santa Catarina, na ilha de Santiago, em Cabo Verde, com a escritora cabo-verdiana Orlanda Amarílis. Deste casamento nasceram dois filhos, Sérgio Manuel Napoleão Ferreira (nascido em Cabo Verde) e Hernâni Donaldo Napoleão Ferreira (nascido em Goa).
Depois de Cabo Verde, viveu também na Índia Portuguesa (Goa) e em Angola, tendo visitado outros países africanos. Manuel Ferreira viria a tomar-se um profundo estudioso da cultura de expressão portuguesa das antigas colónias e era considerado, nos mais diversos círculos internacionais, uma autoridade mundial nessa matéria. A obra ensaística e de ficção de Manuel Ferreira – na qual denunciava a repressão do colonialismo e do regime fascista – está profundamente marcada pelas experiências nas ex-colónias portuguesas onde o autor viveu.
Os seus ensaios de literatura africana de língua portuguesa, bem como as suas antologias de poesia africana, são consideradas imprescindíveis para o estudo dessas correntes de criação. Quer pelo ambiente da sua obra literária, quer pela divulgação que fez das literaturas africanas de língua portuguesa, Manuel Ferreira, português, pode ser considerado como um escritor africano de expressão portuguesa, que conferiu uma maior universalidade à língua de Camões.
Manuel Ferreira estreou-se em 1944 com o volume de contos Grei, publicando a seguir o romance A Casa dos Motas (1956), obras que se integraram na corrente neorrealista que constituiu o mais importante movimento da literatura portuguesa contemporânea. Também as suas obras de inspiração africana assumem idêntico perfil.
Além da sua obra romanesca e ensaística, parte da qual está traduzida em várias línguas, Manuel Ferreira é igualmente autor de livros para crianças. Como docente e estudioso da literatura africana, publicou numerosos estudos; fundou e dirigiu a revista “África – Literatura, Arte e Cultura” e as Edições ALAC (África, Literatura, Arte e Cultura). Depois da restauração da democracia em Portugal, criou, na Faculdade de Letras da Universidade de Lisboa, a cadeira de Literatura Africana em Língua Portuguesa. Colaborou em numerosas publicações periódicas portuguesas e estrangeiras, como Vértice e Seara Nova; organizou, nomeadamente,. as antologias No Reino de Caliban (3 volumes., 1975, 1976, 1996) e 50 Poetas Africanos. Antologia Seletiva (1989).
Recebeu os prémios Fernão Mendes Pinto, em 1958, por Morabeza; Prémio Ricardo Malheiros, em 1962, por Hora di Bai, e o Prémio da Imprensa Cultural, por A Aventura Crioula, em 1967.
Em 1988, no interessante ensaio intitulado Que Futuro para a Língua Portuguesa em África?, o emérito africanista escrevia que “os Cinco” [países africanos] partiam “do princípio de que a língua é um facto cultural”, transformando o português “no plano da oralidade e no plano da escrita”. Para ele, o futuro seria assim: “A língua não é de nenhum para ser de todos. Não há por conseguinte um patrão. Todos são patrões. E se há uma língua, que é a língua portuguesa, há várias normas e logicamente umas tantas variantes: a variante da Guiné-Bissau, a variante de Cabo Verde, de São Tomé e Príncipe, a variante de Angola, Moçambique, do Brasil, da Galiza, de Timor-Leste, a variante de Portugal.”
Morreu a 17 de março de 1992, na freguesia de Carnaxide, concelho de Oeiras, mais especificamente no lugar de Linda-a-Velha, então pertencente à freguesia de Carnaxide.
Manuel Ferreira era, no momento da morte, Professor jubilado da Faculdade de Letras da Universidade de Lisboa.

## Publicações
Fonte da bibliografia: Voz de Prisão, 2ª edição, 1978. TEMPO AFRICANO / África editora, Lisboa, exceto se indicado de outro modo.

### Ficção
- Grei – 1944, volume de contos; 2ª edição 1977
- Morna – 1948, contos cabo-verdianos; 2ª edição 1966
- A Casa dos Motas – 1956, romance; 2ª edição 1977
- Morabeza – 1958, contos cabo-verdianos; 2ª edição, com prefácio de José Cardoso Pires, 1966
- Morabeza – 1961, reúne dois contos do livro com o mesmo título: Morabeza e Os Mandongues de Pudjinho Sena
- Hora di Bai – 1962. romance cabo-verdiano; 2ª edição 1963; 3ª edição 1972
- Voz de Prisão – 1971, romance cabo-verdiano; 2ª edição 1978
- Nostalgia do senhor Lima – conto, 1972
- Terra Trazida – 1972; reúne os contos de Morna e Morabeza, emendados, acrescido de uma introdução do autor

### Literatura infantil
- O Sandinó e o Corá – 1964; 2ª edição 1970
- No tempo em que os animais falavam – 1970
- A Maria Bé e o finório Zé Tomé – 1970; 2ª edição 1972
- A pulseirinha de oiro – 1971; 2ª edição 1973
- Vamos contar histórias? – 1971
- Quem pode parar o vento? – 1972; 2ª edição 1977
- O gato branco e o gato maltês – 1977, corresponde a 2ª edição de Vamos contar histórias?

### Ensaio e Investigação
- A aventura crioula – 1967; 2ª edição 1973
- Fabulário do Ultramar – 1962. In Vieira de Almeida e Câmara Cascudo, Grande fabulário de Portugal e Brasil
- No reino de Caliban – 1975, 1976 e 1996, Volumes I, II e III. Panorama da poesia africana de expressão portuguesa, Vol. I (Cabo Verde e Guiné-Bissau); Vol. II (Angola e São Tomé e Príncipe); Vol. III (Moçambique), 1996
- Literatura africana de expressão portuguesa – 1976; Revista de la Universidad Complutense. Madrid, vol. XXV, nº 103, maio – junho, 1976
- An unknown Literature: African Writing in Portuguese – 1976. Sep. West African journal of Modern Languages, nº 2, Iladan, Nigéria, set. 1976
- Angola – 1977. In João José Cochofel, Grande dicionário da literatura portuguesa e de teoria literária, Volume I
- Literaturas africanas de expressão portuguesa I e II – 1977. Vol. I (Cabo Verde, Guiné-Bissau e São Tomé e Príncipe), Vol. II (Angola e Moçambique)
- Bibliografia das literaturas africanas de língua portuguesa (com Gerald Moser) – 1983; Lisboa: Imprensa Nacional/Casa da Moeda[10]
- Que Futuro para a Língua Portuguesa em África? – uma perspetiva sociocultural, 1988; ALAC, Linda-a-Velha - 91 p.
- 50 Poetas Africanos. Antologia Seletiva – 1989[11]
- O Discurso no Percurso Africano – 1989, Plátano Editora[10]

### Algumas obras traduzidas
- Le pain de l’exode (tradução francesa de Hora di bai), Paris, Casterman,1967
- Morabeza. In Zdenek Hampl, Moderné brazilská portugalská, texty II. Universidade de Praga, Checoslováquia
- Dona Ester, chá das cinco. In Andreas Klotsch, Erkundungen, Berlim, 1973
- Nostalgia do senhor Lima. Tradução russa in Современная португальская новелла (Contistas portugueses modernos), 1977
- Tarde de domingo em casa de amigos. Tradução polaca in Antologia de contistas portugueses, 1977, e revista Literatura na Swicie, n.º 1 (69), Varsóvia, janeiro de 1977
- Representação in Skordefolket och andra barattelser, volume antológico da novelística portuguesa, organizado e traduzido por Arne Lundgren. Editora Fórum, 1977